# Општина Шенчур
Општина Шенчур (словен. Šenčur) је једна од општина Горењске регије у држави Словенији. Седиште општине је истоимени градић Шенчур.

## Природне одлике
Рељеф: Општина Шенчур налази се у средишњем делу државе, између Љубљане и Крања. Општина се налази у долини реке Саве и спада ред малобројних општина у држави које су целе у равници.
Клима: У општини влада умерено континентална клима.
Воде: Главни водоток је река Сава. Сви остали мањи водотоци су притоке ове реке.

## Становништво
Општина Шенчур је густо насељена.

## Насеља општине
| - Високо - Вогље - Вокло - Жерјавка - Луже - Миље | - Олшевек - Пребачево - Средња Вас при Шенчурју - Трбоје - Хотемаже - Шенчур |  |